# Tricentrogyna roseotincta
Tricentrogyna roseotincta är en fjärilsart som beskrevs av George Duryea Hulst 1896. Tricentrogyna roseotincta ingår i släktet Tricentrogyna och familjen mätare. Inga underarter finns listade i Catalogue of Life.